# زوتی تی۳۰۰
زوتی تی۳۰۰ یک خودرو کراس‌اوور در کلاس کامپکت کوچک است که توسط خودروساز چینی زوتی اتو تولید شده‌است. تی۳۰۰ در سال ۲۰۱۶ میلادی در خط تولید قرار گرفت و در حال حاضر در حال تولید است.

## تاریخچه
پیش‌نمایش خودروی مفهومی زوتی تی۳۰۰ در نمایشگاه خودرو پکن ۲۰۱۶ معرفی شد. مدل تولیدی آن نیز در اوایل سال ۲۰۱۷ در بازار چین عرضه شد. زوتی تی۳۰۰ در زیر کراس‌اوور کامپکت زوتی تی۵۰۰ قرار دارد. با ورشکستگی شرکت زوتی در سال ۲۰۲۱، تولید تی۳۰۰ در چین متوقف شد. با این حال، تولید این خودرو در دسامبر ۲۰۲۲ از سر گرفته شد.

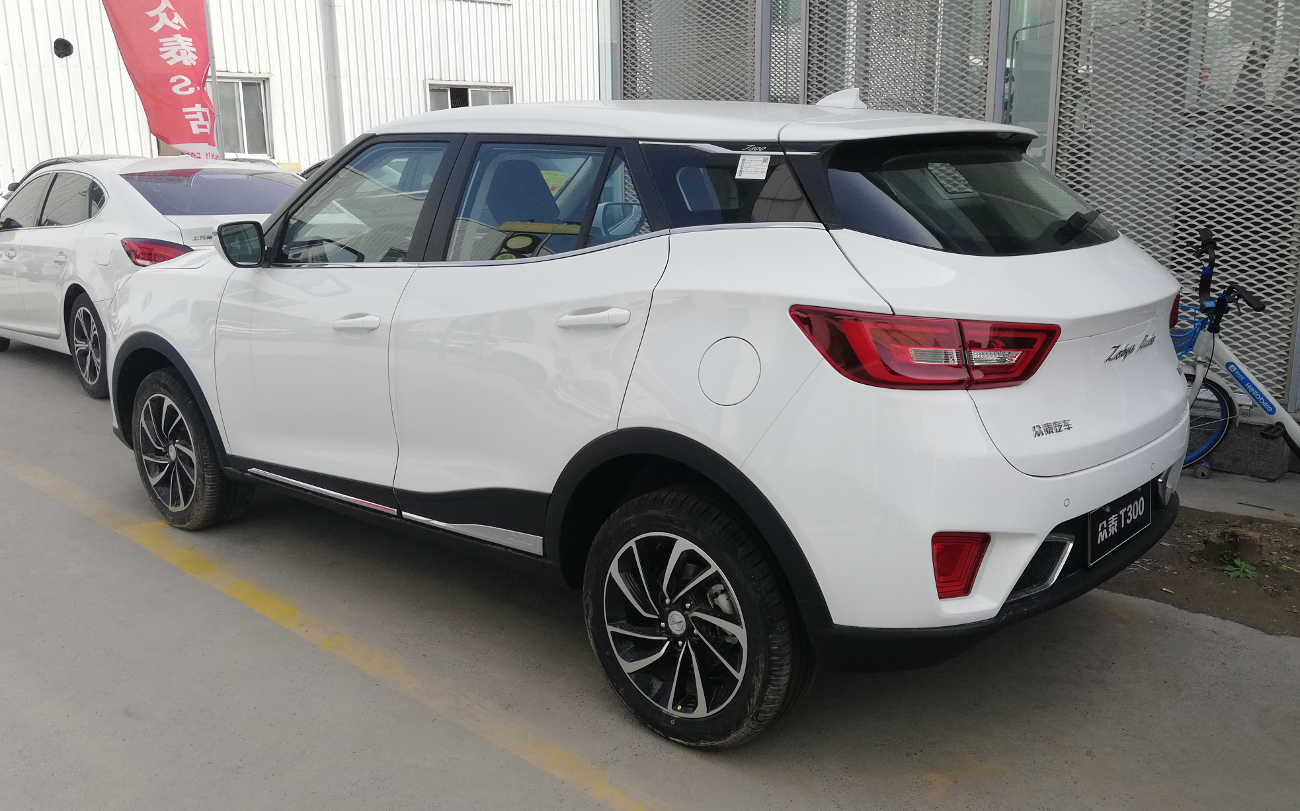
نمای عقب
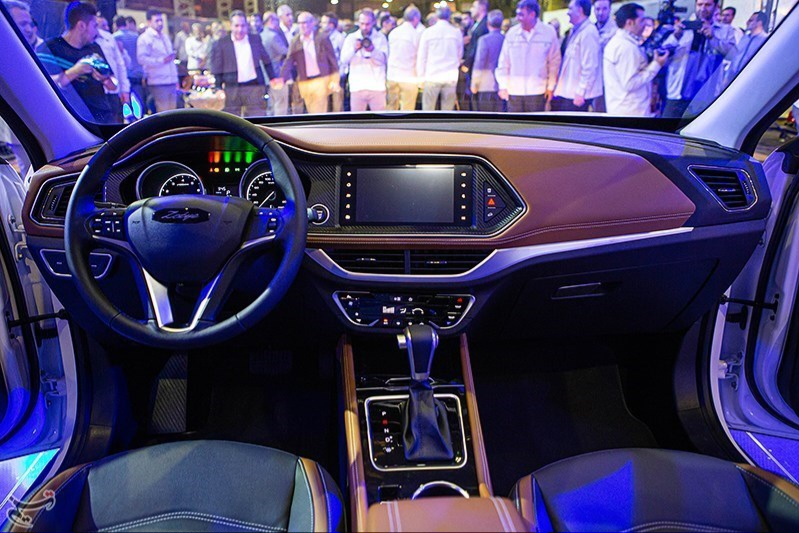
نمای داخلی

## ویژگی‌های فنی

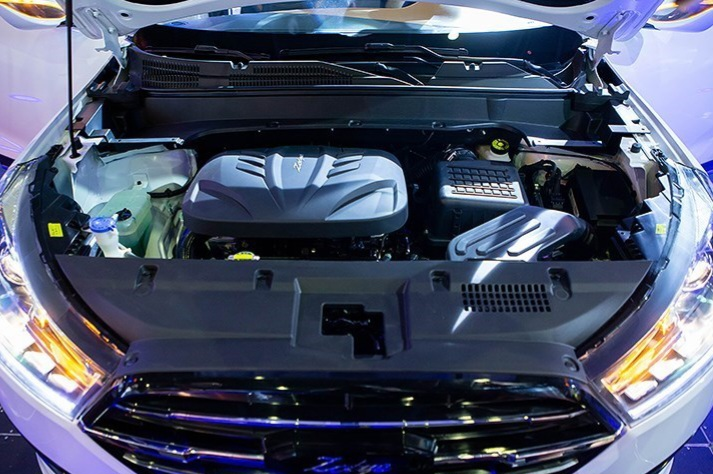
موتور توربوشارژر زوتی تی۳۰۰

زوتی برای محصول تی۳۰۰ خود دو موتور توربوشارژر و تنفس طبیعی در نظر گرفته‌است. البته هر دو موتور ۱٫۵ لیتر حجم دارند. موتور توربوشارژ تی۳۰۰ قادر به تولید ۱۴۴ اسب بخار قدرت و ۲۱۵ نیوتن متر گشتاور است. نسخه تنفس طبیعی همین موتور می‌تواند ۱۱۲ اسب بخار قدرت و ۱۴۳ نیوتن متر گشتاور تولید کند. دو جعبه‌دنده ۵ سرعته دستی و سی‌وی‌تی برای این خودرو قابل انتخاب است.

## بازارها

### چین
نسخه تولیدی تی۳۰۰ در اوایل سال ۲۰۱۷ با قیمت از ۶۰٬۸۰۰ تا ۸۰٬۰۰۰ یوان در بازار چین معرفی شد.

### ایران
سایپا در ابتدا این خودرو را به صورت وارداتی در ایران عرضه کرد، سپس اعلام کرد که قصد دارد آن را با نام دی‌ال۵ در پارس خودرو مونتاژ کند.